# Славко
Славко је словенско мушко име, најчешће коришћено код Срба, Хрвата и Словенаца. Настало је из корена речи слава. Познате особе које носе ово име су:

## Уметност
- Славко Калезић, црногорски певач
- Славко Лабовић, српско-дански глумац
- Славко Штимац, српски глумац
- Славко Воркапић, српско-амерички филмски режисер

## Политика и војска
- Славко Цувај, хрватски политичар
- Славко Докмановић, хрватски српски политичар
- Славко Кватерник, хрватски фашистички вођа
- Славко Перовић, црногорски политичар
- Славко Шландер, словеначки ратни херој
- Славко Штанцер, хрватски генерал

## Спорт
- Славко Кодрња, хрватски фудбалер
- Славко Луштица, хрватски фудбалер
- Славко Марић, српски фудбалер
- Славко Обадов, српски џудиста
- Славко Перовић (фудбалер), српски фудбалер
- Славко Петровић, српски фудбалер
- Славко Радовановић, српски фудбалер
- Славко Стефановић, српски кошаркаш
- Славко Стојановић, хрватски фудбалер
- Славко Свињаревић, српски фудбалер
- Славко Шурдоња, хрватски фудбалер
- Славко Вранеш, црногорски кошаркаш
- Славко Загорац, српски фудбалер

## Писци и новинари
- Славко Ћурувија, српски новинар
- Славко Голдштајн, хрватски писац
- Славко Јаневски, македонски писац
- Славко Прегл, словеначки писац

## Други
- Славко Милосавлевски, македонски социолог